# Hýľov
Hýľov (v minulosti Hýlov, maďarsky Hilyó) je obec na Slovensku v okrese Košice-okolí. Žije zde 558 obyvatel, nadmořská výška činí 490 metrů. Rozloha katastrálního území 23,86 km².
První písemná zmínka o obci pochází z roku 1318. V 18. století zde probíhala těžba železné rudy; vařilo se zde pivo.
Nachází se 11 km západně od Košic.

## Památky
- Římskokatolický kostel sv. Barbory, jednolodní barokně-klasicistní z roku 1783. Stojí na místě starší gotické stavby, jejíž zbytky byly využity při stavbě nového kostela.[4]